# Бріґітте Асдонк
Бріґі́тте Асдо́нк (нім. Brigitte Asdonk; нар. 25 жовтня 1947, Камп-Лінтфорт, Північний Рейн-Вестфалія, Британська зона окупації Німеччини) — західнонімецька терористка, членкиня ліворадикальної терористичної організації «Фракція Червоної Армії» (RAF).

## Життєпис
Виросла в католицькій фермерській родині у Нижньому Рейні. У 1967 році закінчила середню школу та почала вивчати соціологію у Вільному університеті Берліна.
Протягом 1968—1970 років брала участь у Позапарламентській опозиції, в Соціалістичному німецькому студентському союзі, в акціях і демонстраціях проти війни у В'єтнамі та проти законів про надзвичайний стан. Тоді ж долучилася до виробничої ради компанії Bosch, де утворила робочу групу та групу учнів.
З 1968 року перебувала у колі спілкування Горста Малера, а в червні 1970 року взяла участь у звільненні Андреаса Баадера з в'язниці, заздалегідь придбавши вогнепальну зброю і керуючи автомобілем під час втечі. Звільнення Баадера поклало початок активній діяльності «Фракції Червоної Армії», названої в пресі «групою Баадера-Майнгоф».
З червня по серпень Асдонк, керівний склад RAF та близько 20 інших членів організації здійснили поїздку до Йорданії, де проходили підготовку в тренувальному таборі організації Руху за національне визволення Палестини. Проте через зухвалу поведінку Баадера та його відмову вдягнути бойову уніформу (навіть на військових навчаннях той носив модні оксамитові штани) він вступив у конфлікт із палестинськими бойовиками, які зрештою попросили групу покинути табір.
До 1970 року вона взяла участь у кількох пограбуваннях банків та винаймала різні конспіративні квартири за підробленими документами, коли 8 жовтня вона була заарештована разом з Горстом Малером, Інгрід Шуберт, Монікою Берберіг та Ірен Гергенс у квартирі в Берліні.
Асдонк була засуджена до двадцяти років тюремного ув'язнення за пограбування банків і членство в злочинній організції. Аби доомогтися додаткових свідчень і обмежити від контактів з іншими ув'язненими, протягом декількох місяців ув'язнення вона була повністю ізольована і утримувалася в підвальній камері зі зниженою температурою.
7 травня 1982 року Асдонк була звільнена достроково і відтоді займалася автономізмом. Вона також давала лекції про свою участь у «Фракції Червоної армії» і брала участь у антирасистських та інтернаціоналістських ініціативах.